# Gomesa pardoglossa
Gomesa pardoglossa är en orkidéart som först beskrevs av Heinrich Gustav Reichenbach, och fick sitt nu gällande namn av Mark W. Chase och Norris Hagan Williams. Gomesa pardoglossa ingår i släktet Gomesa och familjen orkidéer.
Artens utbredningsområde är Colombia. Inga underarter finns listade i Catalogue of Life.